# 范梈
范梈（1272年—1330年），字亨父，一名德机，清江（今江西樟树）人，元代诗人。

## 生平
生于宋度宗咸淳八年（1272年），幼孤贫，過目成誦，作文師宗颜延年、谢灵运，大德十一年（1307），至京师，在中丞董士选家擔任家教。被荐為左卫教授，歷官海南海北道廉访司照磨、翰林应奉、福建闽海道知事等，官至翰林院编修，以疾歸里。工於詩，同時代的虞集称范椁诗“如唐临晋帖”，与虞集、杨载、揭傒斯齐名，被誉为“元诗四大家”之一。天历二年（1329年），以母病辞歸，不久母卒。天历三年（1330年）范梈亦卒。人称“文白先生”。著有《木天禁语》、《诗学禁脔》。